# Skuter śnieżny

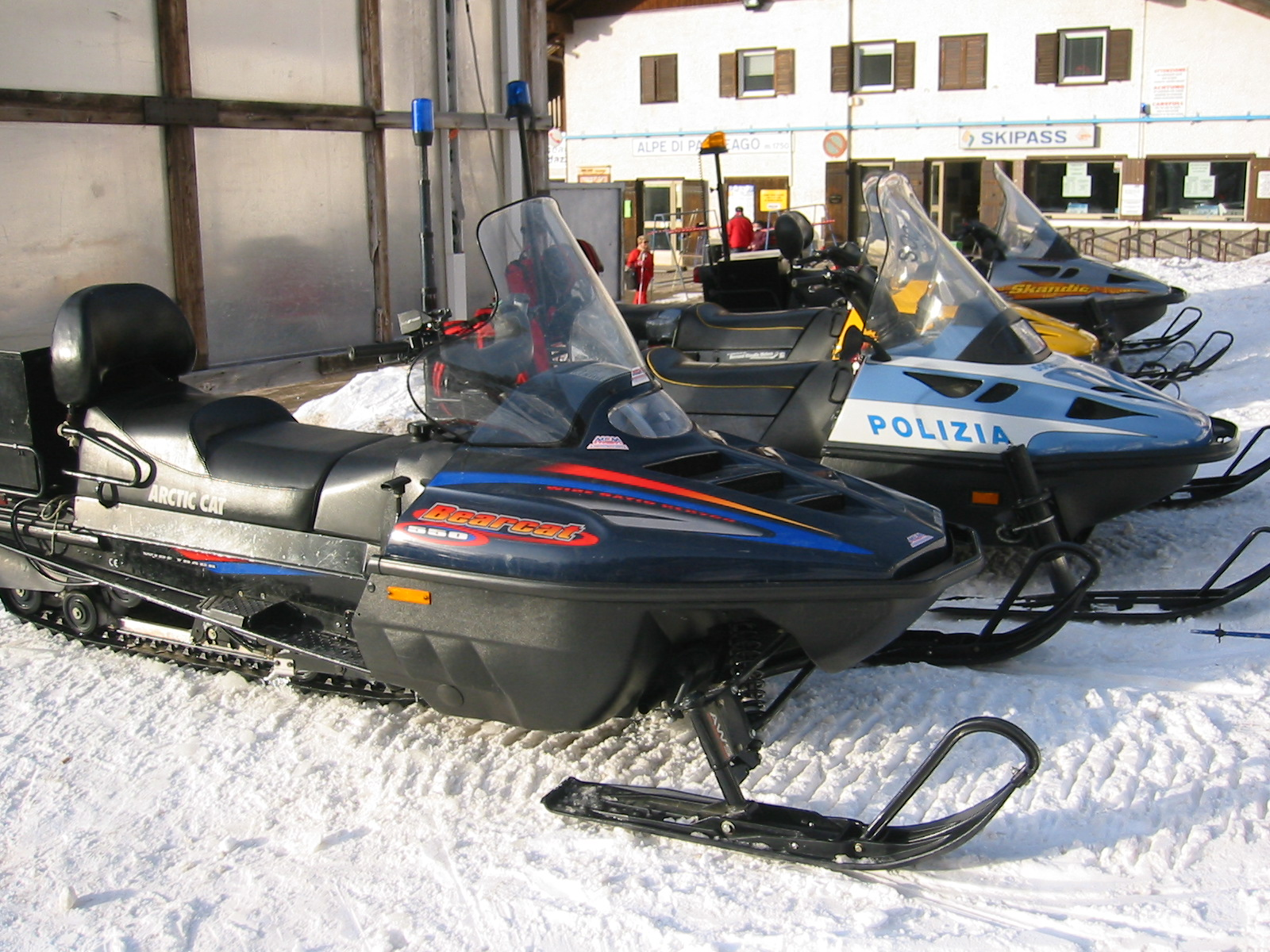
Skutery śnieżne

Skuter śnieżny – pojazd naziemny łączący zalety sań i skutera przystosowanego do jazdy tylko w zimie – z tego względu urządzenia te były na początku nazywane saniami motorowymi. Skuter śnieżny przystosowany jest do jazdy zarówno po drogach, jak i bezdrożach – potrafi się poruszać równie dobrze po śniegu, jak i po lodzie (choć na lodzie narażony jest na przegrzanie przy dużych prędkościach, co wymusza ich ograniczenie), co czyni go jednym z podstawowych pojazdów wykorzystywanych w krajach za granicą koła podbiegunowego, takich jak Norwegia czy Kanada. Maksymalne prędkości skuterów sięgają rzędu 200 km/h (w zależności od modelu i klasy).

## Budowa
Napędzany silnikiem spalinowym (pojemności rzędu 120-1200 cm³) dwu- lub czterosuwowym. Przenosi napęd za pomocą przekładni CVT na znajdującą się na tyle gumową „gąsienicę”.
Na pojeździe siedzi się na podobnie jak na motocyklu, jednak kierowanie nim pomimo kierownicy połączonej z przednimi płozami często wymaga balansowania ciałem.

## Historia

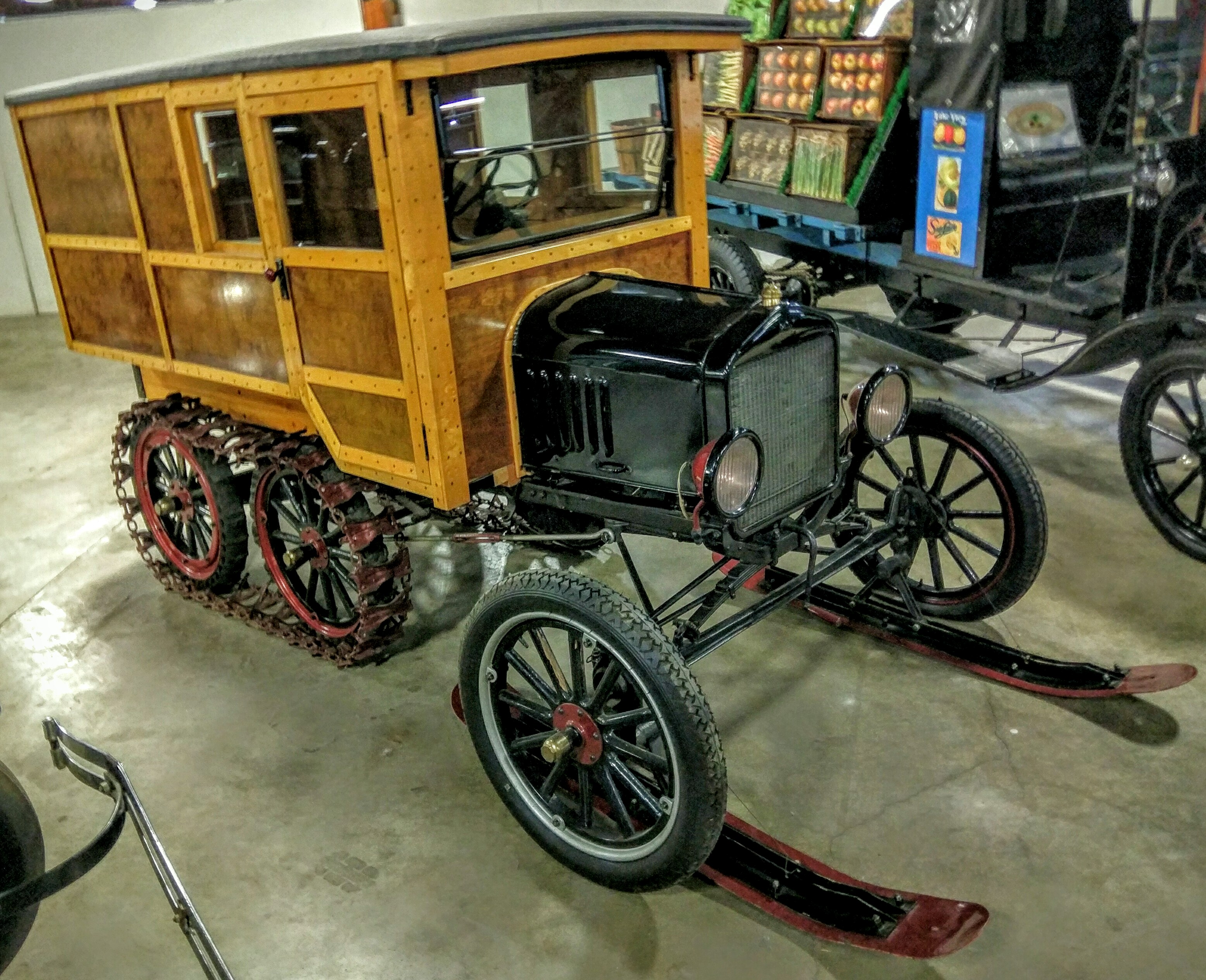
Ford Model T do jazdy w zimie

Pierwszy funkcjonujący prototyp sań motorowych (prototyp skutera śnieżnego) opracowali i wykonali na zlecenie znanego francuskiego polarnika J.-B. Charcota francuscy pionierzy motoryzacji, markiz Jules-Albert de Dion i inżynier Georges Bouton. Napęd stanowić miał napędzany silnikiem spalinowym, oparty o powierzchnię śniegu bęben z licznymi poprzeczkami i zębami. W tym samym czasie Brytyjczyk Robert Scott przygotowujący się do wyprawy na Biegun Południowy również zwrócił się do firmy De Dion-Bouton o opracowanie sań motorowych opartych na konstrukcji norweskich sań zwanych „saniami nansenowskimi”. Próby tych pojazdów odbyły się wiosną 1908 r. w rejonie przełęczy Lautaret w Alpach Delfinackich.
Prawdopodobnie pierwsze sanie motorowe wyposażone w śmigło (aerosanie) skonstruował Rosjanin A.S. Kuzin w 1908 roku. Prawie w tym samym czasie aerosanie skonstruował młody Igor Sikorski w latach 1909–1910. Równolegle w USA podjęto próby przystosowania samochodu Ford Model T do jazdy w zimie, ale dopiero w 1924 roku amerykański wynalazca i konstruktor Carl Eliason stworzył swój pierwszy funkcjonalny prototyp pojazdu śnieżnego. W roku 1927 skuter Eliasona opatentowano – konstrukcji tej w niemal nie zmienionej formie używa się do dziś, jedynie ze względów ekonomicznych zmieniając parametry pojazdów. Rozwiązaniem ostatnich lat stały się „ścigacze” Snow Hawk – zwężone i posiadające tylko jedną płozę.

## Klasyfikacja
Wyróżnia się wiele typów skuterów śnieżnych, w zależności od ich parametrów i przeznaczenia. Można jednak wyznaczyć trzy główne typy:
- skutery wysokich mocy (posiadające nawet 8-cylindrowe silniki) używane jako „traktory”. Przystosowane do przewozu i uciągu znacznego obciążenia.
- touring – turystyczne, przystosowane do przewozu osób w trybie 2+1 (dwoje dorosłych + dziecko). Ich konstrukcja zapewnia wyjątkowo pewne prowadzenie i maksimum satysfakcji z jazdy, lecz dzieje się to kosztem zmniejszenia prędkości i mocy. Zazwyczaj z silnikami czterosuwowym.
- górskie – skutery do jazdy w głębokim śniegu. Zazwyczaj posiadają one gąsienicę o długości od 144 cali do 174 cali z łopatkami o wysokości minimum 2 cali. Mają węższy rozstaw nart co ułatwia trawersowanie takim skuterem. Wyposażone w silniki o pojemności co najmniej 600 cm³, a czasami posiadają nawet turbosprężarkę. Najczęściej są to silniki dwusuwowe generujące ponad 100 koni mechanicznych.
- wyścigowe – zaawansowane sportowe, lekkie o wzmocnionej konstrukcji i silnikach powyżej 550 cm³ rozwijające prędkości powyżej 160 km/h.

## Zagrożenia
Pomimo iż jazda na skuterach śnieżnych wydaje się być bezpiecznym sportem familijnym, stwarzają one duże zagrożenie w rękach niedoświadczonych i nieodpowiedzialnych kierowców ze względu na to, że są one (z wyjątkiem niektórych modeli turystycznych ograniczonych blokadami) pojazdami rozwijającymi wysokie prędkości i przeznaczonymi do jazdy w ciężkich warunkach. Wypadki na skuterach zazwyczaj kończą się tragicznie, a największy odsetek ofiar ginie „na drzewach”. Liczba śmiertelnych wypadków na skuterach śnieżnych w Kanadzie w ciągu ostatnich pięciu lat sięgnęła ok. 100, w USA kilkukrotnie więcej. Skutery można podzielić przede wszystkim pod względem wydajności. Według statystyk przeprowadzonych w kanadyjskiej prowincji Ontario, największą liczbę wypadków zanotowano z udziałem najsłabszych skuterów, gdzie ich kierowcy zignorowali zagrożenie.
| Klasyfikacja skuterów | Parametry                          | % wypadków |
| --------------------- | ---------------------------------- | ---------- |
| Niska wydajność       | < 340 cm³ lub roczniki sprzed 1980 | 32%        |
| Umiarkowana wydajność | 340 – 500 cm³                      | 39%        |
| Wysoka wydajność      | >500 cm³ & < 160 km/h              | 18%        |
| Hyper Performance     | > 500 cm³ & > 160 km/hr            | 11%        |

Głównymi czynnikami powodującymi wypadki były:
- jazda nie w pełni sprawnym sprzętem
- jazda po pijanemu
- nadmierna prędkość
- jazda po nazbyt uczęszczanych drogach
- jazda po lodzie i nieznanym terenie
- jazda po zmroku

## Producenci
- Arctic Cat
- Bombardier:
  - Ski-doo – produkowane w Kanadzie (najbardziej popularna w Ameryce)
  - Lynx – produkowane w Finlandii (popularna w Skandynawii)
- Yamaha
- Polaris